# Alfredo Esposito
Alfredo Esposito (Verona, 16 ottobre 1968) è un ex giocatore di calcio a 5 italiano.

## Carriera
Esposito ha giocato 48 partite e realizzato 31 reti con la nazionale italiana con cui ha partecipato all'European Futsal Tournament 1996 e, successivamente, al FIFA Futsal World Championship 1996 in cui gli azzurri sono stati eliminati nel girone del secondo turno, comprendente Spagna, Russia e Belgio.